# عبد الرحمن الكحيلي
عبد الرحمن الكحيلي (مواليد 20 أكتوبر 1985) هو لاعب كرة قدم سعودي لعب سابقاً في نادي الأنصار .

## وصلات خارجية
- عبد الرحمن الكحيلي